# Letzigrundstadion
Letzigrundstadion är en sportanläggning i Zürich, invigd den 22 november 1925. Den används till fotboll, friidrott och konserter. Det är hemmaarena för fotbollsklubbarna FC Zürich och Grasshopper Club Zürich. Även friidrottstävlingen Weltklasse Zürich anordnas på anläggningen. Den var även en av anläggningarna under Europamästerskapet i fotboll för herrar 2008, Europamästerskapen i friidrott 2014 och Europamästerskapet i fotboll för damer 2025. 

### Fotnoter
1. ↑  UEFA Europa League - Season 2011/12: Group D